# IC 4393
IC 4393 је спирална галаксија у сазвјежђу Кентаур која се налази на листи објеката дубоког неба у Индекс каталогу.
Деклинација објекта је - 31° 20' 54" а ректасцензија 14h 17m 49,2s. Привидна величина (магнитуда) објекта IC 4393 износи 13,9 а фотографска магнитуда 14,6. Налази се на удаљености од 42,333 милиона парсека од Сунца. IC 4393 је још познат и под ознакама ESO 446-44, MCG -5-34-6, FGCE 1141, IRAS 14148-3107, PGC 51061.